# Chaudardes
Chaudardes est une commune française située dans le département de l'Aisne en région Hauts-de-France.

## Géographie

### Localisation
Chaudardes est un village se trouvant dans la vallée de l'Aisne, au sud du plateau de Craonne.

### Communes limitrophes
Les communes limitrophes sont  Beaurieux, Concevreux, Cuiry-lès-Chaudardes et Pontavert.

### Hydrographie

#### Réseau hydrographique
La commune est située dans le bassin Seine-Normandie. Elle est drainée par l'Aisne, le Bouffignereux, le ruisseau de Beaurepaire et le cours d'eau 01 du Bois des Couleuvres,,.
L'Aisne est un  cours d'eau naturel navigable de 256 km de longueur, traversant les cinq départements Meuse, Marne, Ardennes, Aisne, Oise. Elle est un affluent de rive gauche de l'Oise, ce qui fait d'elle un sous-affluent de la Seine. Les caractéristiques hydrologiques de l'Aisne sont données par la station hydrologique située sur la commune de Pontavert. Le débit moyen mensuel est de 37,5 m3/s. Le débit moyen journalier maximum est de 465 m3/s, atteint lors de la crue du 24 décembre 1993. Le débit instantané maximal est quant à lui de 472 m3/s, atteint le même jour.

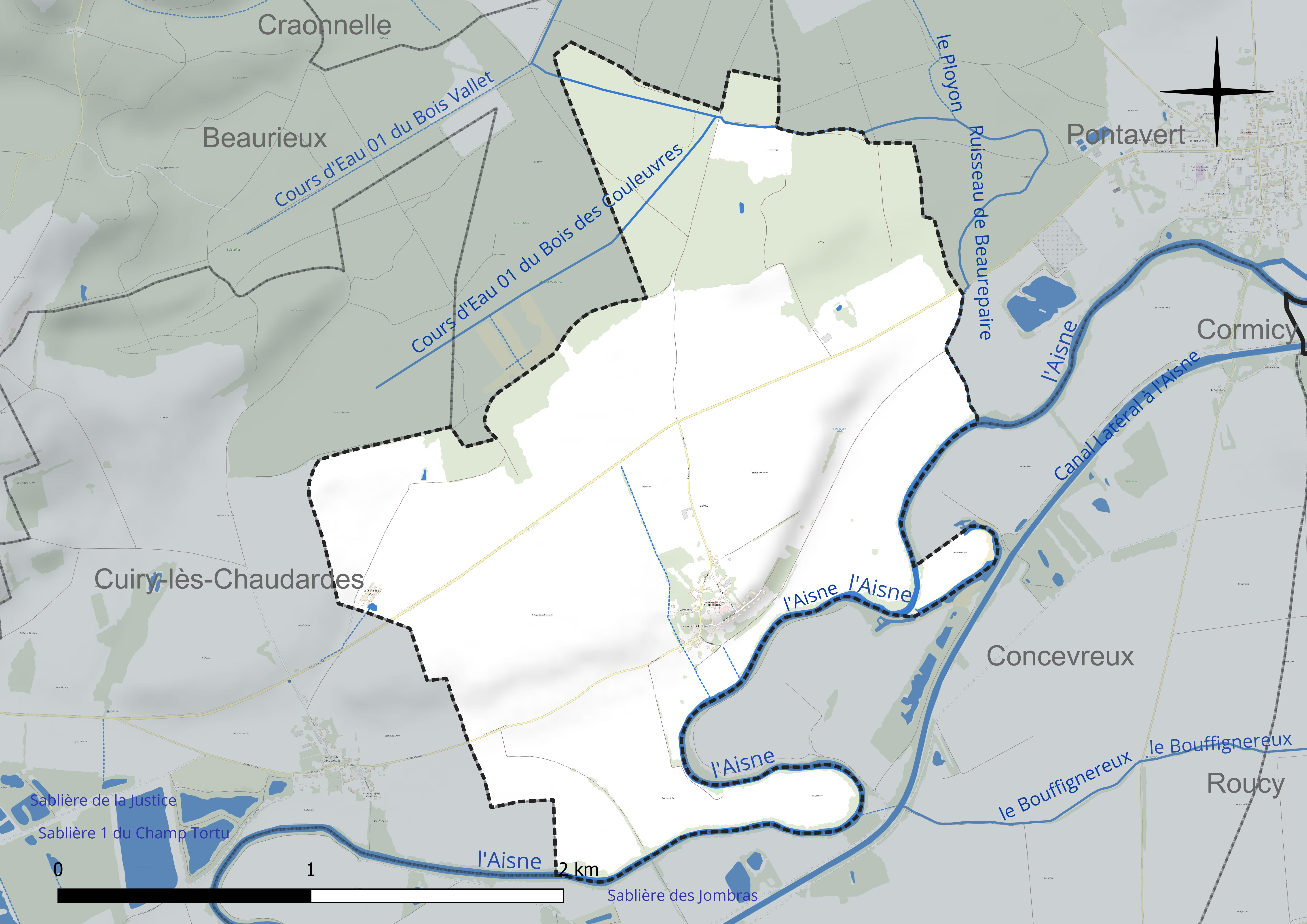
Réseau hydrographique de Chaudardes.

#### Gestion et qualité des eaux
Le territoire communal est couvert par le schéma d'aménagement et de gestion des eaux (SAGE) « Aisne Vesle Suippe ». Ce document de planification, dont le territoire s'étend sur 3 096 km2 répartis sur trois départements (Aisne, Marne et Ardennes) et deux régions (Champagne-Ardenne et Picardie), a été approuvé le 16 décembre 2013. La structure porteuse de l'élaboration et de la mise en œuvre est le Syndicat d'aménagement des bassins Aisne Vesle Suippe (SIABAVES).
La qualité des cours d'eau peut être consultée sur un site spécial géré par les agences de l'eau et l'Agence française pour la biodiversité.

### Climat
Pour des articles plus généraux, voir Climat des Hauts-de-France et Climat de l'Aisne.
En 2010, le climat de la commune est de type climat océanique dégradé des plaines du Centre et du Nord, selon une étude du CNRS s'appuyant sur une série de données couvrant la période 1971-2000. En 2020, Météo-France publie une typologie des climats de la France métropolitaine dans laquelle la commune est exposée à un climat océanique altéré et est dans la région climatique Nord-est du bassin Parisien, caractérisée par un ensoleillement médiocre, une pluviométrie moyenne régulièrement répartie au cours de l'année et un hiver froid (3 °C).
Pour la période 1971-2000, la température annuelle moyenne est de 10,5 °C, avec  une amplitude thermique annuelle de 15,5 °C. Le cumul annuel moyen de précipitations est de 746 mm, avec 11,2 jours de précipitations en janvier et 8,7 jours en juillet. Pour la période 1991-2020 la température moyenne annuelle observée sur la station météorologique la plus proche, située sur la commune de Martigny-Courpierre à 14 km à vol d'oiseau, est de 10,7 °C et le cumul annuel moyen de précipitations est de 734,4 mm,. Pour l'avenir, les paramètres climatiques de la commune estimés pour 2050 selon différents scénarios d'émission de gaz à effet de serre sont consultables sur un site spécial publié par Météo-France en novembre 2022.

## Urbanisme

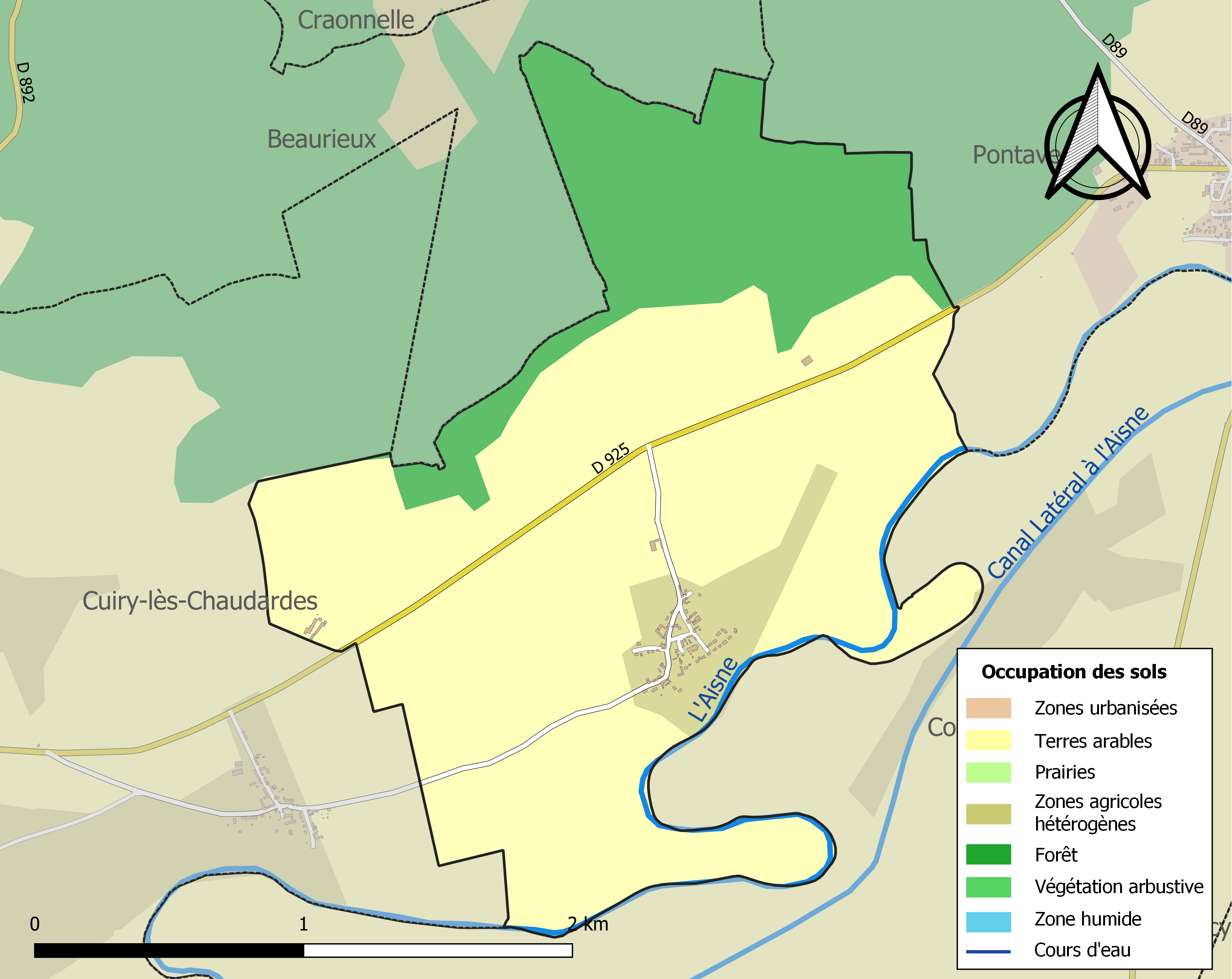
Carte des infrastructures et de l'occupation des sols de la commune en 2018 (CLC).

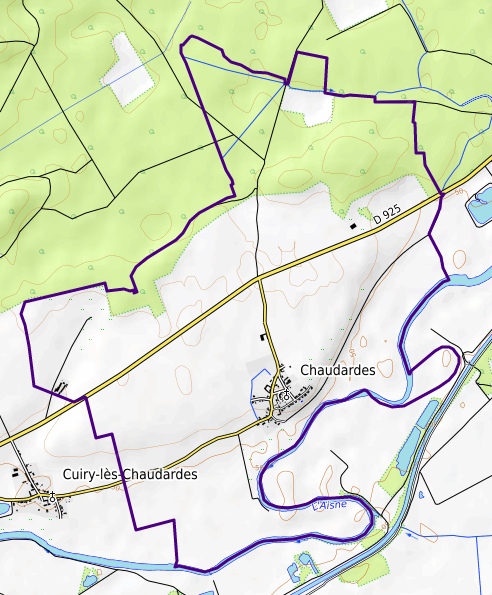
Carte topographique de la commune en 2021.

### Typologie
Au 1er janvier 2024, Chaudardes est catégorisée commune rurale à habitat dispersé, selon la nouvelle grille communale de densité à 7 niveaux définie par l'Insee en 2022.
Elle est située hors unité urbaine. Par ailleurs la commune fait partie de l'aire d'attraction de Reims, dont elle est une commune de la couronne,. Cette aire, qui regroupe 294 communes, est catégorisée dans les aires de 200 000 à moins de 700 000 habitants,.

### Occupation des sols
L'occupation des sols de la commune, telle qu'elle ressort de la base de données européenne d'occupation biophysique des sols Corine Land Cover (CLC), est marquée par l'importance des territoires agricoles (77,3 % en 2018), une proportion identique à celle de 1990 (77,3 %). La répartition détaillée en 2018 est la suivante : 
terres arables (71,2 %), forêts (22,7 %), zones agricoles hétérogènes (6,1 %).
L'évolution de l'occupation des sols de la commune et de ses infrastructures peut être observée sur les différentes représentations cartographiques du territoire : la carte de Cassini (XVIIIe siècle), la carte d'état-major (1820-1866) et les cartes ou photos aériennes de l'IGN pour la période actuelle (1950 à aujourd'hui).

### Habitat et logement
En 2020, le nombre total de logements dans la commune était de 44, alors qu'il était de 42 en 2015 et de 40 en 2010.
Parmi ces logements, 79,1 % étaient des résidences principales, 9,3 % des résidences secondaires et 11,6 % des logements vacants. Ces logements étaient pour 100 % d'entre eux des maisons individuelles et pour 0 % des appartements.
Le tableau ci-dessous présente la typologie des logements à Chaudardes en 2020 en comparaison avec celle de l'Aisne et de la France entière. Une caractéristique marquante du parc de logements est ainsi une proportion de résidences secondaires et logements occasionnels (9,3 %) supérieure à celle du département (3,4 %) et comparable à celle de la France entière (9,7 %). Concernant le statut d'occupation de ces logements, 91,2 % des habitants de la commune sont propriétaires de leur logement (94,1 % en 2015), contre 61,6 % pour l'Aisne et 57,5 pour la France entière.
| Typologie                                               | Chaudardes | Aisne | France entière |
| ------------------------------------------------------- | ---------- | ----- | -------------- |
| Résidences principales (en %)                           | 79,1       | 86,6  | 82,1           |
| Résidences secondaires et logements occasionnels (en %) | 9,3        | 3,4   | 9,7            |
| Logements vacants (en %)                                | 11,6       | 10,1  | 8,2            |

## Toponymie
Le nom de la localité est attesté sous les formes Villa Kaldarda (1136) ; Caldarde (1146) ; Caldarda (1150) ; Caldaldra (1150) ; territorium de Chaldardria (1158) ; Chaudarde (1217) ; Chaudardia (1340) ; Chaudardres (1361) ; Chaudardre (1385) ; Chauldarde (1544).

Son nom, paraît d'origine pré-latine.
« Caldardra, Caldaria ou Caldarium dont la racine est calda, « eau chaude », et désigne une étuve. Il existe encore au milieu du village une source d'eau légèrement sulfureuse, qui conserve sa chaleur, même en hiver; consacrée sans doute à un culte païen, elle sera, à la suite de l'introduction du christianisme, dédiée à la Sainte Vierge ».

## Histoire
Le village est considéré comme détruit à la fin de la Première Guerre mondiale et a  été décoré de la Croix de guerre 1914-1918, le 22 octobre 1920.

## Politique et administration

### Rattachements administratifs et électoraux

#### Rattachements administratifs
La commune se trouve dans l'arrondissement de Laon du département de l'Aisne.
Elle faisait partie depuis 1801 du canton de Neufchâtel-sur-Aisne. Dans le cadre du redécoupage cantonal de 2014 en France, cette circonscription administrative territoriale a disparu, et le canton n'est plus qu'une circonscription électorale.

#### Rattachements électoraux
Pour les élections départementales, la commune fait partie depuis 2014 du canton de Villeneuve-sur-Aisne.
Pour l'élection des députés, elle fait partie de la première circonscription de l'Aisne, depuis le dernier découpage électoral de 2010.

### Intercommunalité
Chaudardes est membre de la communauté de communes de la Champagne Picarde, un établissement public de coopération intercommunale (EPCI) à fiscalité propre créé fin 1995  et auquel la commune avait transféré un certain nombre de ses compétences, dans les conditions déterminées par le code général des collectivités territoriales.

### Administration municipale
Le nombre d'habitants de la commune étant inférieur à 100, le nombre de membres du conseil municipal est de 7.

#### Liste des maires
| Période                                  | Période                        | Identité           | Étiquette | Qualité                   |
| ---------------------------------------- | ------------------------------ | ------------------ | --------- | ------------------------- |
| Les données manquantes sont à compléter. |                                |                    |           |                           |
|                                          |                                |                    |           |                           |
| avant 1988                               |                                | René Hiblot        |           |                           |
|                                          |                                |                    |           |                           |
| novembre 1992                            | mars 2014                      | Patricia Delattre  |           |                           |
| mars 2014                                | mai 2020                       | Nathalie Durand    | SE        | Fonctionnaire             |
| mai 2020                                 | automne 2023                   | Johan Rincheval    |           | Cadre de la fonction publ |
| octobre 2023                             | En cours (au 30 novembre 2023) | Christophe Boselli |           | Technicien                |

## Démographie
L'évolution du nombre d'habitants est connue à travers les recensements de la population effectués dans la commune depuis 1793. Pour les communes de moins de 10 000 habitants, une enquête de recensement portant sur toute la population est réalisée tous les cinq ans, les populations de référence des années intermédiaires étant quant à elles estimées par interpolation ou extrapolation. Pour la commune, le premier recensement exhaustif entrant dans le cadre du nouveau dispositif a été réalisé en 2008.

En 2022, la commune comptait 91 habitants, en évolution de +5,81 % par rapport à 2016 (Aisne : −1,97 %, France hors Mayotte : +2,11 %).
| 1793 | 1800 | 1806 | 1821 | 1831 | 1836 | 1841 | 1846 | 1851 |
| ---- | ---- | ---- | ---- | ---- | ---- | ---- | ---- | ---- |
| 121  | 129  | 143  | 164  | 159  | 150  | 170  | 197  | 184  |

| 1856 | 1861 | 1866 | 1872 | 1876 | 1881 | 1886 | 1891 | 1896 |
| ---- | ---- | ---- | ---- | ---- | ---- | ---- | ---- | ---- |
| 181  | 180  | 153  | 150  | 145  | 141  | 152  | 120  | 114  |

| 1901 | 1906 | 1911 | 1921 | 1926 | 1931 | 1936 | 1946 | 1954 |
| ---- | ---- | ---- | ---- | ---- | ---- | ---- | ---- | ---- |
| 112  | 113  | 94   | 74   | 75   | 79   | 80   | 87   | 72   |

| 1962 | 1968 | 1975 | 1982 | 1990 | 1999 | 2006 | 2008 | 2013 |
| ---- | ---- | ---- | ---- | ---- | ---- | ---- | ---- | ---- |
| 73   | 62   | 54   | 46   | 68   | 82   | 84   | 85   | 88   |

| 2018 | 2022 | - | - | - | - | - | - | - |
| ---- | ---- | - | - | - | - | - | - | - |
| 88   | 91   | - | - | - | - | - | - | - |

## Culture locale et patrimoine

### Lieux et monuments
Deux monuments principaux sont à visiter à Chaudardes : l'église et le lavoir.
- L'église Saint-Jean-Baptiste est classée monument historique depuis 1919[33]. Elle n'est pas ouverte constamment et il faut se renseigner à la mairie (ouverte le mercredi après-midi) pour y entrer.
- Le lavoir était autrefois le lieu où les femmes venaient laver leur linge. On peut y voir une statue de la Vierge Marie, classée monument historique car elle présente encore des traces de la couleur d'origine.

D'autres monuments et lieux peuvent être signalés : 
- la chapelle qui se trouve derrière le lavoir mais qui n'est plus visitable (accès fermé depuis restauration)
- le cimetière autour de l'église ;
- une statue représentant la Vierge Marie et l'enfant Jésus sur la place du village, juste avant de rentrer dans le cimetière ;
- le bord de l'Aisne ;
- ruines d'un pont qui permettait de relier Chaudardes au village de Concevreux, de l'autre côté de la rivière, mais qui a été détruit durant la Première Guerre mondiale.

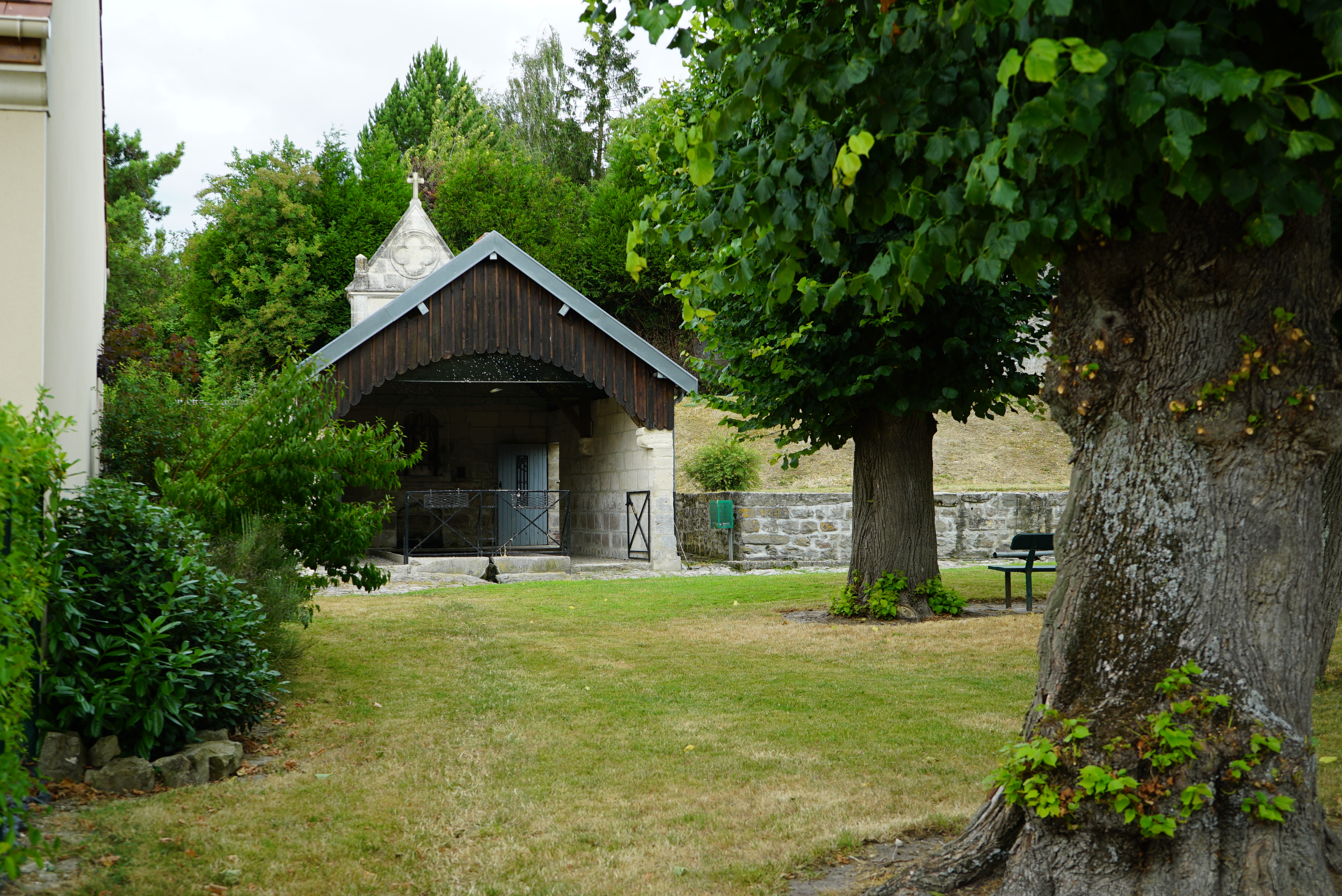
Le lavoir et la chapelle.
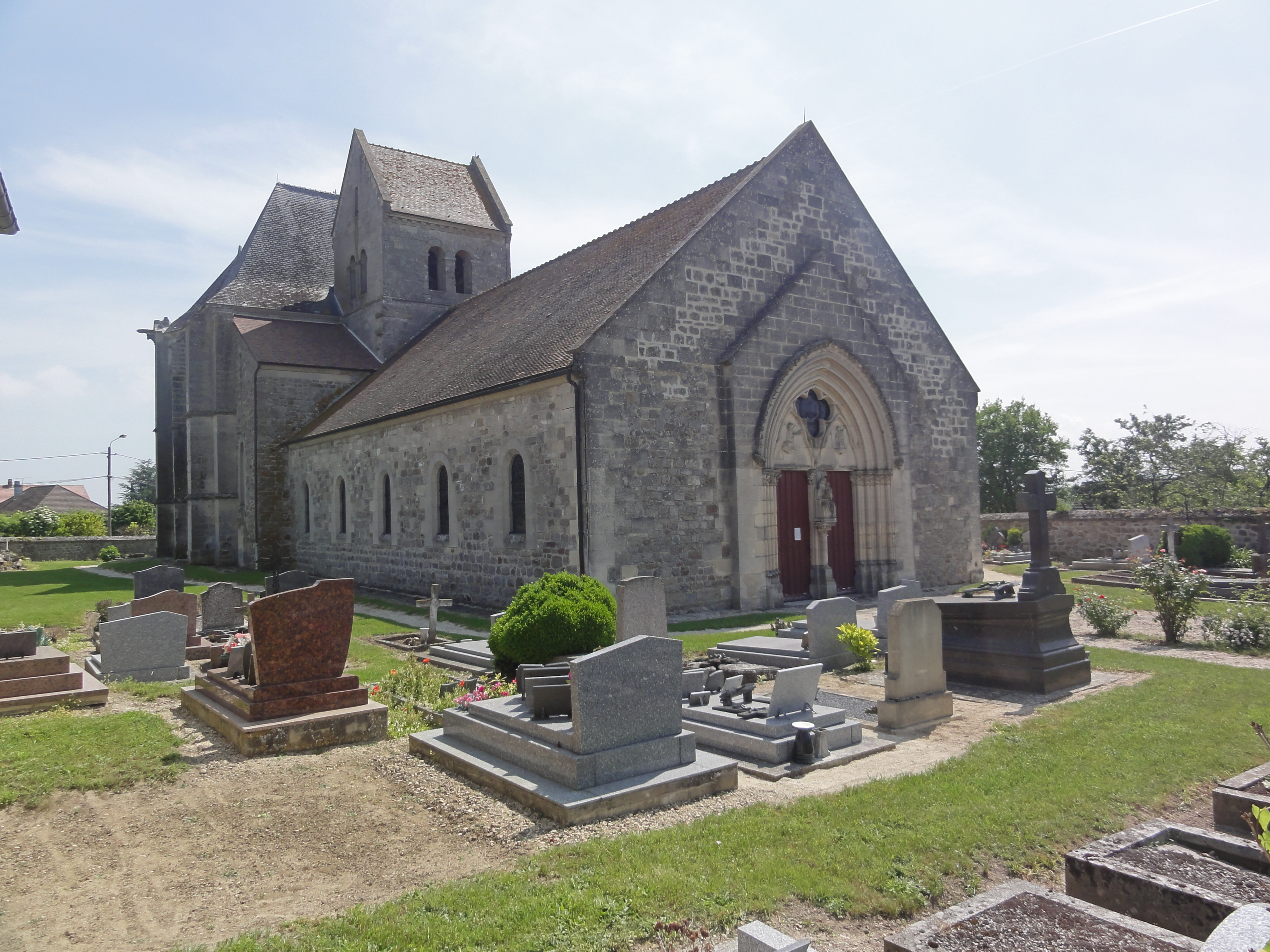
L'église Saint-Jean Baptiste.
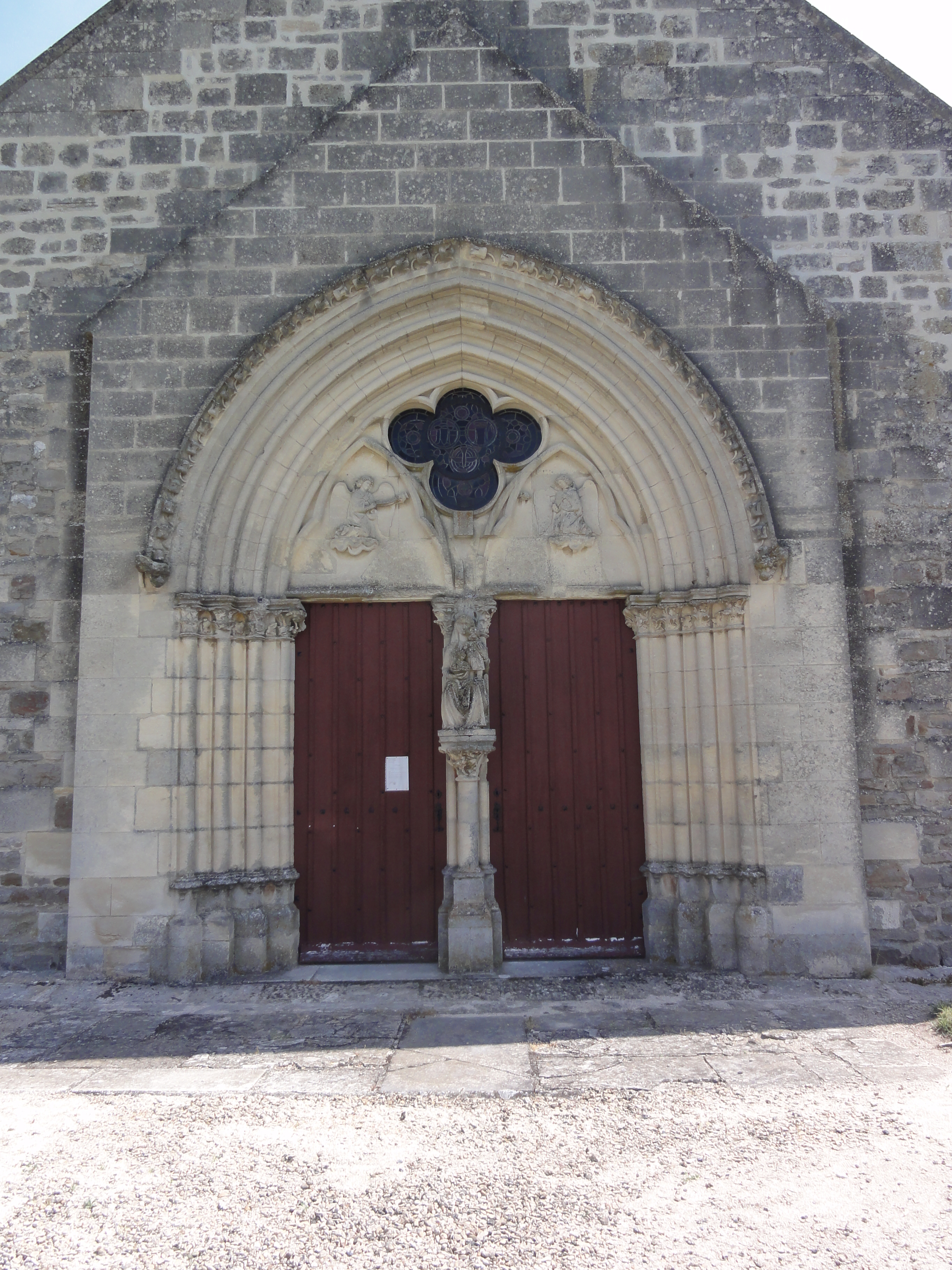
Son portail.
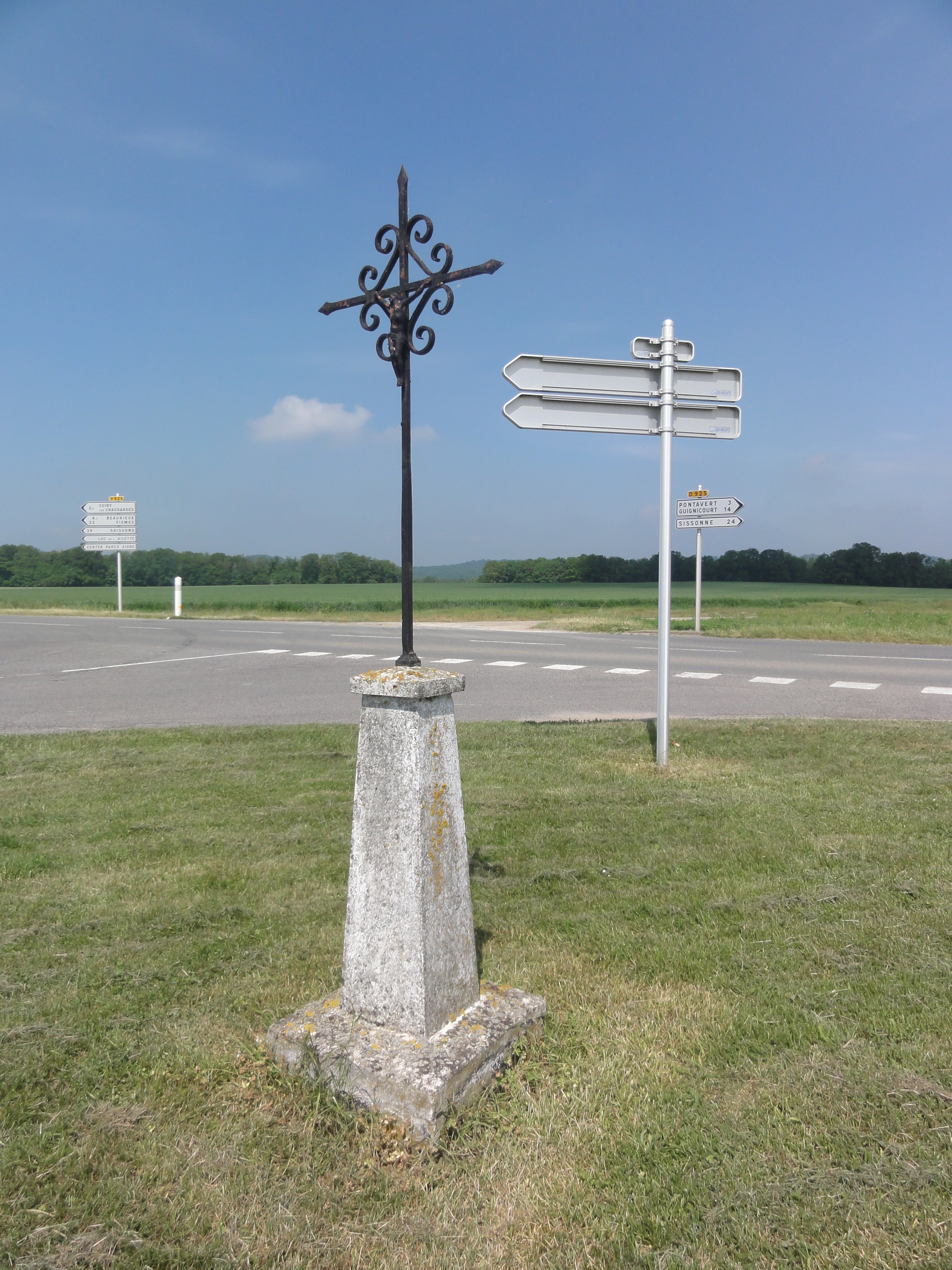
Une croix de chemin.

### Héraldique
| Blason de Chaudardes | Blason  | Tiercé en pairle renversé : au 1er de gueules à saint Jean-Baptiste d'or portant un agneau d'argent, au 2e de sinople à trois battoirs de lavandière d'argent, au 3e d'or à trois fasces ondées d'azur et à une fleur de lys d'argent brochante. Ornements extérieursCroix de guerre 1914-1918 |
| Blason de Chaudardes | Détails | Le premier est pour saint Jean Baptiste, patron de la paroisse. Le deuxième rappelle le lavoir, où les femmes venaient laver leur linge à l'aide de battoirs. Enfin, les ondes du troisième représentent l'Aisne, et la fleur de lys évoque l'abbaye de sœurs bénédictines d'Origny-Sainte-Benoite, de laquelle dépendait la commune du XIIIe siècle jusqu'à la Révolution, et qui portait pour armes « d'azur semé de fleurs de lys d'argent ». Le statut officiel du blason reste à déterminer. |

## Pour approfondir